# Bye Bye Bluebird
Bye Bye Bluebird er en færøsk-dansk roadmovie fra 1999 instrueret af Katrin Ottarsdóttir, der også har skrevet filmens manuskript.

## Handling
To veninder, Rannvá (Hildigunn Eyðfinnsdóttir) og Barba (Sigri Mitra Gaïni), vender tilbage til deres hjemland, Færøerne, på fransk visit efter en del år i udlandet. De føler, at de er vokset deres lille hjemland over hovedet og fører sig frem med outreret påklædning og en lettere nedladende attitude overfor alt og alle. Det egentlige formål med deres besøg er dog at få ryddet op i deres uafklarede forhold til deres familier, men de mister hurtigt grebet om løjerne, og snart er de på flugt fra en af pigernes nye danske stedfar.

## Medvirkende
- Hildigunn Eyðfinsdóttir
- Sigri Mitra Gaïni
- Johan Dalsgaard
- Elin K. Mouritsen
- Peter Hesse Overgaard
- Nora Bærentsen
- Egi Dam
- Lovisa Køtlum Petersen
- Adelborg Linklett
- Sverri Egholm
- Birita Mohr
- Høgni Johansen
- Kari Øster
- Anna Kristin Bæk
- Kari Solstein
- Gunnvá Zachariassen
- Rosa á Rogvu
- Juleif Jacobsen